# Xenacoelomorpha
Embranchement
Les Xenacoelomorpha ou Xénacélomorphes sont un embranchement dont la monophylie a été découverte très récemment. Ils réunissent les Xenoturbellida et les Acoelomorpha, qui eux-mêmes regroupent les Acoela et les Nemertodermatida, deux groupes autrefois considérés comme des Turbellariés au sein des Plathelminthes.

## Phylogénie et taxinomie
La place exacte du groupe dans l'arbre phylogénétique du vivant n'est pas encore déterminée : à la base des Ambulacraires au sein des Deutérostomiens (là où se trouvaient les Xénoturbellidés) ou alors à la base de tous les Bilatériens, avant la séparation entre Protostomiens et Deutérostomiens. De nombreuses espèces ont souvent été assimilées aux plathelminthes du fait de l'absence de cavité interne (célome). 
En 2016, un article de Rouse, Wilson, Carvajal et Vrijenhoek, publié dans la revue Nature a démontré les résultats d'une vaste étude phylogénétique sur de nouveaux spécimens de Xenoturbellida : elle aboutit à classer les xénoturbellides parmi les acoelomorphes (Xenacoelomorpha), groupe sœur des bilatériens (Nephrozoa et Protostomia). 

## Liste des sous-embranchements et ordres
Selon World Register of Marine Species (20 décembre 2017) :
- sous-embranchement Acoelomorpha Ehlers, 1985
  - ordre Acoela
  - ordre Nemertodermatida Karling, 1940
- sous-embranchement Xenoturbellida Bourlat, Juliusdottir, Lowe, Freeman, Aronowicz et al., 2006
  - famille Xenoturbellidae Westblad, 1949